# Nowy Uojan

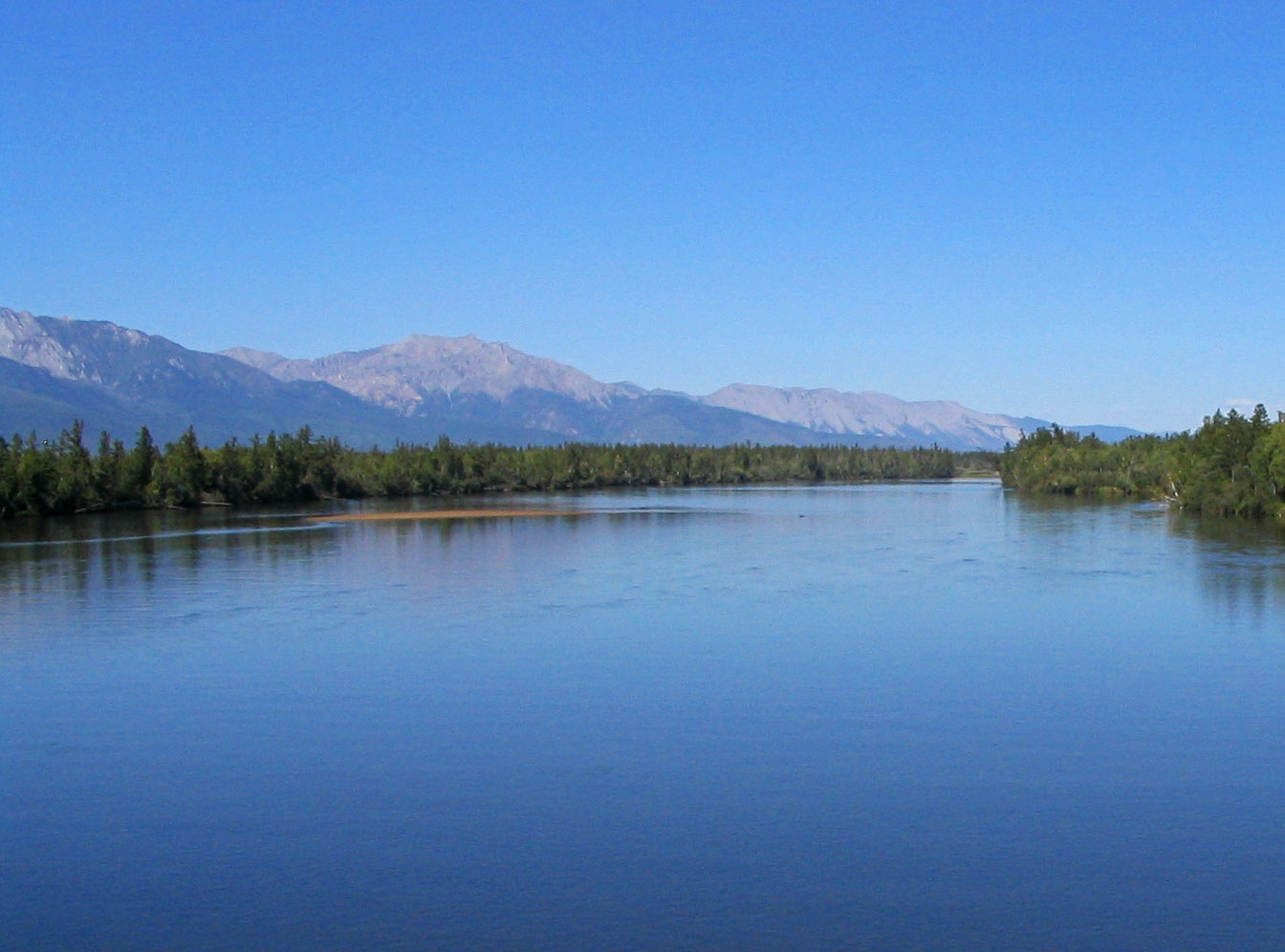
Die Obere Angara bei Nowy Uojan

Nowy Uojan (russisch Новый Уоян) ist eine Siedlung städtischen Typs in der autonomen Republik Burjatien (Russland) mit 3963 Einwohnern (Stand 14. Oktober 2010).

## Geographie
Die Siedlung liegt im Zentralteil der hier etwa 50 Kilometer breiten Oberen Angarasenke, die im Norden vom Oberen Angaragebirge (Werchneangarsker Gebirge) und im Süden vom Nördlichen Mujagebirge (Seweromuisker Gebirge) umschlossen wird, zwei über 2500 Meter hohen Bergketten im System des Stanowoihochlandes. Nowy Uojan liegt etwa 550 Kilometer (Luftlinie) nordöstlich der Republikhauptstadt Ulan-Ude und etwa acht Kilometer vom linken Ufer der Oberen Angara entfernt.
Die Siedlung gehört zum Rajon Sewero-Baikalski (Nord-Baikal), dessen Verwaltungszentrum  Nischneangarsk knapp 140 Kilometer entfernt in südwestlicher Richtung liegt.

## Geschichte
Der Ort entstand in der Mitte der 1970er Jahre unweit des am linken Ufer der Oberen Angara gelegenen Dorfes Uojan im Zusammenhang mit dem Bau der Baikal-Amur-Magistrale (BAM). Der Ortsname steht dementsprechend für Neu-Uojan. Bahnstation und Siedlung wurden von Bauarbeitern aus den damaligen Litauischen SSR errichtet (im Rahmen der Propaganda um das Allunions-Komsomol-Bauobjekt BAM übernahmen jeweils eine oder mehrere Regionen der damaligen Sowjetunion Patenschaften über die meisten zu errichtenden Stationen und Siedlungen entlang der Strecke).
1976 wurde der Status einer Siedlung städtischen Typs verliehen. Der reguläre Bahnverkehr auf dem gesamten Streckenabschnitt zwischen Baikalsee (Sewerobaikalsk) und Nowaja Tschara im Norden Transbaikaliens wurde 1989 aufgenommen. Nach Fertigstellung der Bahnstrecke sowie infolge der Wirtschaftskrise ab dem Ende der 1980er Jahre verließ über die Hälfte der Einwohner den Ort, da sich die an den Bau der Bahnstrecke geknüpften Erwartungen zur wirtschaftlichen Entwicklung des Gebietes nicht erfüllten.

### Bevölkerungsentwicklung
| Jahr | Einwohner |
| ---- | --------- |
| 1979 | 5312      |
| 1989 | 9547      |
| 2002 | 4957      |
| 2010 | 3963      |

Anmerkung: Volkszählungsdaten

## Wirtschaft und Infrastruktur
Nowy Uojan ist eine bedeutende Station der Baikal-Amur-Magistrale (Streckenkilometer 1242 ab Taischet), was praktisch den einzigen Wirtschaftsfaktor darstellt. Die Strecke überquert unweit der Siedlung auf einer 350 Meter langen Brücke die Obere Angara.
Es existieren Projekte zum Bau einer 700 bis 800 Kilometer langen Querverbindung zwischen BAM und Transsibirischer Eisenbahn auf dem Territorium Burjatiens mit nördlichem Endpunkt Nowy Uojan, ausgehend entweder von Nowoiljinski (Transsib-Streckenkilometer 5736, Bereich der Ostsibirischen Eisenbahn), oder von Mogson im benachbarten Transbaikalien (Transsib-km 6054, Bereich der Transbaikal-Eisenbahn). Die Strecke soll in erster Linie der Erschließung von Erzvorkommen dienen, so der Blei-Zink-Lagerstätte Osjorninskoje, die nach Plänen von 2008 aus südlicher Richtung bereits 2012 erreicht werden solle. Wegen fehlender Finanzierung wurde der Streckenbau jedoch eingefroren.
Durch Nowy Uojan führt auch die der BAM folgende Straße. Von dieser zweigt östlich der Siedlung eine Straße ins knapp 70 Kilometer entfernte Dorf Kumora ab. Deren in den 1980er Jahren in Angriff genommene südliche Fortsetzung in das Tal des Baikalzuflusses Bargusin, wo auch Anschluss an das Straßennetz im Süden Burjatiens besteht, wurde bisher nicht fertiggestellt, sodass diese Verbindung nur in Form einer schwer befahrbaren, unbefestigten Piste existiert.